# Miloš Čižmář
Miloš Čižmář (17. prosince 1945 – 31. července 2012 Brno) byl moravský archeolog, specialista na dobu laténskou, dlouholetý ředitel Ústavu archeologické památkové péče v Brně.

## Odborné vzdělání a zaměstnání
- 1964–1969: studium prehistorie na Filosofické fakultě University Jana Evangelisty Purkyně v Brně (nyní Masarykova univerzita), ukončené obhajobou diplomové práce Laténská pohřebiště na Moravě I–III (432 str., 105 tab.)
- 1969–1972: archeolog v Okresním vlastivědném muzeu v Prostějově
- 1972: PhDr. (disertační práce Laténská pohřebiště na Moravě, 235 str., 103 tab.)
- 1973–1977: Archeologický ústav ČSAV v Praze (participace na výzkumu keltského oppida Závisti)
- 1977–1993: Archeologický ústav ČSAV Brno (zabezpečování rozsáhlých záchranných výzkumů na vodním díle Nové Mlýny a na trase dálnice Brno-Vyškov, 1983–1993 výzkum oppida Staré Hradisko, 1983–1988 výzkum hradiště púchovské kultury Požaha u Nového Jičína, 1983–1988 výzkum nížinného pozdně laténského sídliště v Bořitově, řada drobnějších záchranných akcí)
- 1981: CSc. (kandidátská práce Charakter osídlení Závisti v mladší a pozdní době laténské (220 str., 83 tab., 9 příloh))
- 1993 – 31. července 2012: Ústav archeologické památkové péče Brno (do června 2012 ředitel)
- 1999: habilitace docentem pravěké archeologie na Filozofické fakultě Masarykovy univerzity (Osídlení Lysické sníženiny v době laténské I, II, Brno)
- od roku 2003 nedestruktivní výzkum mocenského a industriálního centra v Němčicích nad Hanou, jehož mimořádný význam objevil a rozpoznal.[1]

Specializoval se dobu laténskou (problematika center střední a pozdní doby laténské, problematika časně laténského osídlení, púchovské kultury aj.). Inicioval organizoval každoroční pracovní setkání českých a slovenských (později i polských a rakouských) badatelů o době laténské.
Do roku 2006 organizoval konference o záchranných výzkumech na Moravě a ve Slezsku. Roku 2002 byl zvolen členem-korespondentem Německého archeologického ústavu. Působil též jako výkonný redaktor a editor nové řady moravského časopisu Pravěk a jeho Supplement. Byl spolutvůrcem a spolueditorem řady Postavy moravské archeologie. Na Masarykově univerzitě v Brně přednášel o době laténské a o pravěkých a raně středověkých hradištích, o hradištích navíc i na Slezské univerzitě v Opavě.
Je pohřben na Ústředním hřbitově v Brně.

## Publikace
Poslední bibliografie z roku 2006 zahrnuje 213 titulů, z toho 7 monografií:
- Hroby se šňůrovou keramikou z prostoru dálnice Brno-Vyškov, Pravěk - Supplementum 1, Brno 1988, 168 str. (spolu s Martinem Geislerem)
- Miloš Čižmář - Kateřina Geislerová - Josef Unger (eds.): Výzkumy - Ausgrabungen 1993-1998, Brno 2000.
- Keltské oppidum Staré Hradisko, Archeologické památky střední Moravy 4, Olomouc 2002.
- Keltisches Oppidum Staré Hradisko, Olomouc 2003.
- Laténské sídliště v Bořitově, Pravěk - Supplementum 10, Brno 2003.
- Encyklopedie hradišť na Moravě a ve Slezsku, Libri, Praha 2004.
- Miloš Čižmář - Kateřina Geislerová (eds.): Výzkumy - Ausgrabungen 1999-2004, Brno 2006.